# João Crisóstomo de Abreu e Sousa
João Crisóstomo de Abreu y Sousa GCTE (Lisboa, 21 de octubre de 1811 - Lisboa, 7 de enero de 1895), más conocido como João Crisóstomo, fue un militar y político que, entre otras funciones, fue diputado, ministro y presidente del Consejo de Ministros durante la fase final de la monarquía constitucional portuguesa. Oficial de Ingeniería Militar, alcanzó el puesto de general en 1876. Fue elegido por primera vez para la Cámara de los Diputados en 1861. Fue ministro de la Marina y Ultramar, de Obras Públicas, Comercio e Industria y de la Guerra y realizó importantes iniciativas legislativas, entre las cuales se encuentra la reforma de la enseñanza industrial. Después del ultimátum británico de 1890, y la consecuente dimisión del gobierno de José Luciano de Castro, presidió un gobierno extrapartidário de unidad nacional entre 1890 y 1892.

## Biografía
João Crisóstomo fue hijo de José Joaquim de Sousa y de Inácia Lima de Abreu.
En 1861 estuvo presente en la Cámara de los Diputados y entre 1864 y 1865 fue ministro de Obras Públicas, Comercio e Industria. Desde esta cartera procedió a una importante reforma de la enseñanza industrial.
Miembro de la Liga Liberal, presidió al gobierno entre 14 de octubre de 1890 y 17 de enero de 1892, junto con la cartera de ministro de la Guerra, en un gobierno multipartidista.
Fue condecorado con la gran cruz de la Orden Militar de la Torre y Espada, del Valor, Lealtad y Mérito.